# Dendromus kahuziensis
Dendromus kahuziensis је врста глодара (Rodentia) из породице Nesomyidae.

## Распрострањење
Ареал врсте је ограничен на једну државу. ДР Конго је једино познато природно станиште врсте.

## Станиште
Станишта врсте су шуме и бамбусове шуме.

## Угроженост
Ова врста је крајње угрожена и у великој опасности од изумирања.